# Fernando Ugena López
Fernando Ugena López (Tomelloso, España, 7 de enero de 1902 - Gusen I, Austria, 21 de marzo de 1941) fue un político y militar español.

## Biografía
Nació en la localidad manchega de Tomelloso el 7 de enero de 1902. Cartero de profesión, desde 1931 fue militante del PSOE.  Durante los años de la Segunda República mantuvo una gran actividad política en su localidad natal. Tras el estalldo de la Guerra civil se unió a las milicias populares, integrándose posteriormente en el Ejército Popular de la República. En el transcurso de la contienda llegaría a mandar las brigadas mixtas 203.ª y 137.ª, estando destinado en varios frentes.
Al final de la guerra hubo exiliarse en Francia junto a otros tantos republicanos. En el verano de 1940 fue detenido por los alemanes, después de que estos ocupasen Francia. En agosto de ese año fue enviado al Campo de concentración de Mauthausen-Gusen, donde fallecería el 21 de marzo de 1941.